# Coppa del mondo per club FIFA
La Coppa del mondo per club FIFA (ufficialmente in inglese FIFA Club World Cup e in spagnolo Mundial de Clubes FIFA), nota anche come Mondiale per club, è una competizione calcistica per club che assegna il titolo di campione del mondo.
Fin dalla sua prima edizione hanno diritto a partecipare le squadre vincitrici dei tornei continentali organizzati dalle sei confederazioni appartenenti alla FIFA. Quindi, oltre agli europei vincitori della UEFA Champions League e ai sudamericani detentori della Coppa Libertadores (che, fino al 2004 si contendevano in gara unica la Coppa Intercontinentale), alla competizione prendono parte anche i campioni centro-nordamericani della CONCACAF Champions League, quelli africani della CAF Champions League, quelli asiatici della AFC Champions League e quelli oceaniani dell'OFC Champions League. Inoltre, dal 2007 partecipa anche la squadra vincitrice del campionato di massima serie della nazione ospitante. Dal 2025 il torneo si allarga a 32 partecipanti e si svolge con cadenza quadriennale, sostituendo il vecchio formato mediante l'istituzione,  nel 2024, della Coppa Intercontinentale FIFA (con la differenza che, a questa nuova competizione, prendono parte solo i sei campioni continentali, non includendo dunque i vincitori del campionato di massima serie della nazione ospitante).
In continuità con la Coppa Intercontinentale, fino al 2008 la manifestazione si è disputata stabilmente in Giappone. A partire dall'anno successivo invece il Paese organizzatore viene selezionato dalla FIFA, similmente a quanto avviene per le competizioni riservate alle squadre nazionali. 
Le edizioni sono state vinte solo da club europei e sudamericani. I primi hanno trionfato nelle edizioni dal 2007 al 2011 e dal 2013 in poi, mentre i secondi (tutti brasiliani) solo nelle prime tre edizioni e nella nona (2000, 2005, 2006 e 2012). Il record di vittorie appartiene al Real Madrid, che ha trionfato cinque volte nella competizione, di cui tre vittorie consecutive tra il 2016 e il 2018.
L’ultima edizione si è disputata nel 2025: si è trattata della prima edizione col formato a 32 squadre ed è stata vinta dagli inglesi del Chelsea, al secondo titolo nella competizione.

## Formula
Dal 2007 la formula del torneo prevede un turno eliminatorio preliminare tra la squadra campione oceaniana e quella vincitrice del campionato del Paese ospitante.
La vincente di tale spareggio accede al primo turno a eliminazione diretta in cui sono già presenti le tre squadre campioni continentali centro-nordamericana, africana e asiatica. Tali quattro squadre sono accoppiate per sorteggio in un turno eliminatorio a partita unica; le vincitrici affrontano le due semifinaliste di diritto, le campioni d'Europa e del Sudamerica.
Le semifinaliste vincenti disputano la finale per il primo posto, quelle sconfitte per il terzo. La finale per il quinto posto, tra le squadre sconfitte ai quarti di finale, non è più prevista a partire dall'edizione del 2022.
Il regolamento prevede che, qualora la vincitrice di una delle competizioni continentali sia del Paese ospitante, il posto della vincitrice del campionato locale è preso dalla finalista perdente del torneo continentale. Questa eventualità è occorsa in tre casi, nel 2007, nel 2008 e nel 2022.
Dall'edizione 2025 la competizione è composta da una fase a gironi seguita da quella a eliminazione diretta, a partire dagli ottavi di finale, con 32 squadre partecipanti, e si disputa ogni quattro anni. Per sostituire il vecchio formato, seppur con alcune modifiche, nasce la Coppa Intercontinentale FIFA, disputata dal 2024.

## Storia

### Le origini
Prima della nascita della Coppa del mondo per club FIFA sono stati fatti vari tentativi di organizzare un torneo che individuasse il miglior club a livello mondiale, come il Football World Championship (tra il 1887 e il 1902), il Sir Thomas Lipton Trophy (tra il 1909 e il 1911), la Copa Rio (tra il 1951 e il 1952), la Pequeña Copa del Mundo (tra il 1952 e il 1957) e la Coppa Intercontinentale (tra il 1960 e il 2004).
La FIFA, comunque, riconosce unicamente la Coppa Intercontinentale (organizzata dalle confederazioni UEFA e CONMEBOL), come antecedente ufficiale della Coppa del mondo per club nonché come torneo mondiale in illo tempore. Inoltre, il 27 ottobre 2017 la Federazione ha stabilito che il titolo assegnato dall'Intercontinentale è da considerarsi come titolo di "campione del mondo FIFA", equiparandolo a quello inizialmente attribuito soltanto alla Coppa del mondo per club.
Tutte le altre manifestazioni, al contrario, non sono da ritenersi competizioni legate alla FIFA, né tantomeno assegnatarie del titolo ufficiale di "campione del mondo". Un caso particolare è rappresentato dalla Copa Rio, competizione non ufficiale che ha ricevuto da parte della FIFA il riconoscimento di "prima competizione per club di livello mondiale".

#### La Copa Rio (1951-1952)
Il Torneo Internazionale dei Club Campioni (ufficialmente in portoghese Torneio Internacional de Clubes Campeões), più noto come Copa Rio per il nome del trofeo, fu una competizione alla quale venivano invitati otto club campioni nazionali in carica appartenenti alle nazioni meglio classificate al Campionato Mondiale di Calcio 1950 (salvo defezioni), che si svolgeva in Brasile ed era organizzata dalla Confederação Brasileira de Desportos (CBD) con la supervisione ufficiosa della Fédération Internationale de Football Association (FIFA) durante gli anni cinquanta del XX secolo.
La FIFA, sebbene non la ritenga un torneo ufficiale a differenza della Coppa Intercontinentale e della Coppa del mondo per club, riconosce la Copa Rio 1951, vinta dal Palmeiras, come il primo torneo per club di livello mondiale. L'edizione 1952 vinta dal Fluminense, invece, non è stata presa in considerazione dalla FIFA a causa delle carenze organizzative che la afflissero. Alla Copa Rio seguì un'altra competizione nel 1953 chiamata Torneio Octogonal Rivadavia Corrêa Meyer e vinta dal Vasco da Gama. Questo torneo si differenzia dal precedente per la predominanza di squadre brasiliane, 5 su 8, perdendo in tal modo l'aspetto internazionale della Copa Rio.

#### La Coppa Intercontinentale (1960-2004)
Solo nel 1960 venne inaugurata la prima manifestazione ufficiale che individuava la migliore squadra calcistica di club al mondo, ovvero la Coppa Intercontinentale. Inizialmente la formula del torneo prevedeva una doppia sfida, in Europa e in Sud America, più un eventuale spareggio, che venne successivamente abolito. La competizione divenne sempre meno attraente per i club europei nel corso degli anni sessanta, per il trattamento poco sportivo che le squadre sudamericane offrivano nelle partite interne alle squadre europee. In particolare una trasferta del Milan in terra argentina vide gesti di violenza ai danni dei calciatori italiani. Questi episodi e la difficoltà a trovare una collocazione stabile nel calendario causarono la progressiva riluttanza delle squadre europee ad affrontare le trasferte sudamericane, mettendo a rischio la sopravvivenza del torneo stesso.
In seguito la competizione ritrovò stabilità grazie all'interessamento della casa automobilistica giapponese Toyota. Dal 1980 la manifestazione fu ridotta ad una sola gara, giocata nel mese di dicembre in Giappone, prima a Tokyo poi a Yokohama, e alla coppa vera e propria fu affiancata la Toyota Cup (Coppa Toyota), premio offerto dallo sponsor del torneo, il quale donava anche un'auto al miglior giocatore dell'incontro.

### La nascita della Coppa del mondo per club FIFA (2000)

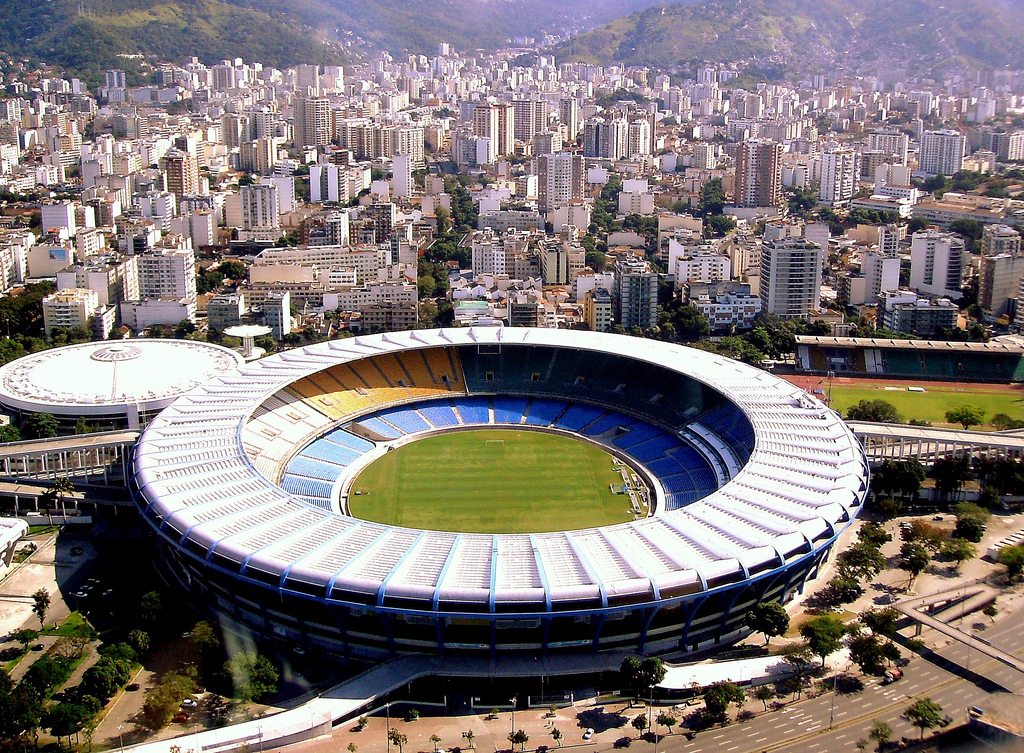
Lo stadio Maracanã, sede della finale del primo Campionato mondiale per club tra Corinthians e Vasco da Gama, l'unica ad oggi tra squadre della stessa nazionalità.

Tuttavia la FIFA (che dalla sua fondazione aveva sempre limitato le sue attività nell'ambito delle formazioni nazionali), sul finire del secolo, cominciò a manifestare interesse per un proprio ingresso diretto nel business sempre più fiorente intorno alle società di club. Infatti la Coppa Intercontinentale, cioè la manifestazione che laureava il club campione del mondo, era gestita direttamente dalle due confederazioni continentali, la UEFA e la CONMEBOL. Ma il massimo organismo del calcio cominciò a pensare ad una manifestazione che comprendesse squadre da ogni parte del pianeta anche per la progressiva crescita del calcio negli altri continenti.
Fu così che nel gennaio 2000 fu organizzata la prima edizione del Campionato mondiale per club, alla quale vennero invitati i campioni delle sei confederazioni continentali, più una seconda formazione per l'Europa (il Real Madrid campione del mondo in carica) e il Sud America (il Corinthians campione del Brasile, paese ospitante). Alcuni club rinunciarono e furono sostituiti, le otto società rimaste furono radunate in due gironi i cui vincitori disputarono la finale. Il torneo si contraddistinse, però, per la sufficienza con cui fu affrontato dalle due compagini europee, il Real Madrid e il Manchester United. Roberto Carlos, giocatore brasiliano del Real Madrid, dichiarò che era stata più importante la Coppa Intercontinentale disputata dai madrileni contro il Boca Juniors rispetto al torneo organizzato dalla FIFA; emblematica fu, inoltre, la non esultanza di Dida, allora portiere del Corinthians, quando Edmundo fallì il rigore decisivo che diede il titolo alla squadra paulista nell'edizione pilota del 2000.
La FIFA tentò di mettere in piedi una seconda edizione nel 2001 in Spagna, ma il progetto naufragò di fronte a una serie di difficoltà oggettive, in primis l'impossibilità di trovare spazio in un calendario sempre più intasato d'impegni. Il secondo problema fu congiunturale e legato al fallimento del partner commerciale incaricato di sovraintendere alla manifestazione. La questione più insolubile, però, era quella relativa alla permanenza della Coppa Intercontinentale che, agli occhi dei tifosi, dei giornalisti e degli addetti ai lavori stessi, rappresentava la vera competizione atta a laureare i campioni del mondo, relegando i vincitori del torneo della FIFA quasi al rango di involontari usurpatori. Fu così che la FIFA intavolò una serie di trattative con la Toyota per arrivare ad una soluzione, anche se una prima idea che mirava al ritorno dell'Intercontinentale alla formula dell'andata e ritorno (nel quadro di un'organizzazione ora gestita dalla federazione mondiale) fallì nel 2001.

#### La formula a eliminazione diretta (2005-2023)

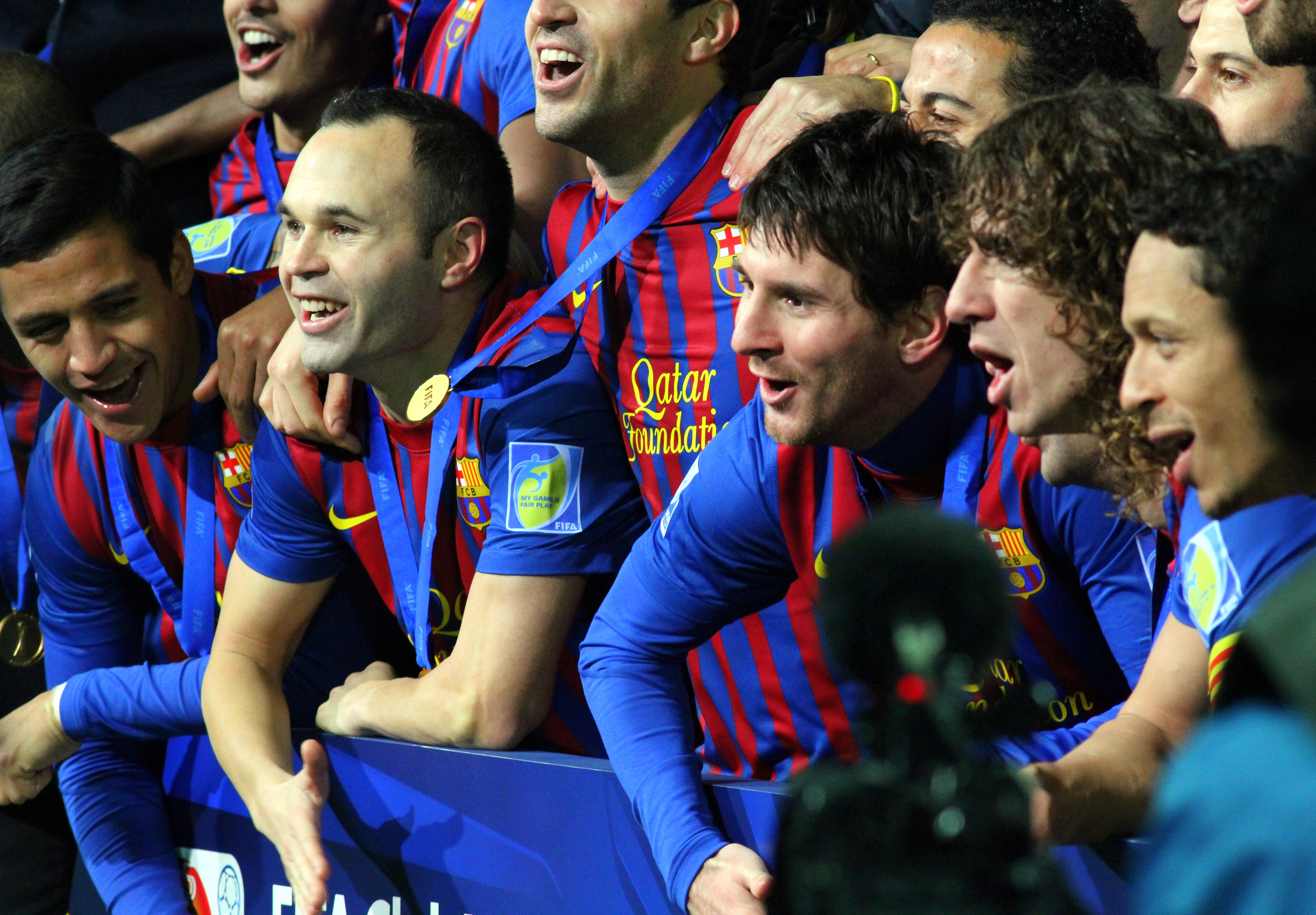
I giocatori del Barcellona festeggiano la vittoria nell'edizione del 2011: le squadre spagnole sono quelle con il maggior numero di successi nella manifestazione (7, di cui 5 consecutivi).

La successiva edizione nacque nel 2005 quando FIFA e Toyota trovarono l'accordo per un torneo organizzato dalla federazione e sempre sponsorizzato dalla casa automobilistica nipponica. La quadratura del cerchio fu trovata ideando una manifestazione che riprendesse esplicitamente e si ponesse chiaramente nel solco della vecchia Coppa Intercontinentale, ma che al contempo ne rappresentasse l’evoluzione. La Coppa Toyota del Campionato del Mondo per club FIFA (in inglese: FIFA Club World Championship Toyota Cup) si sarebbe svolta nello stesso luogo, nello stesso periodo e con lo stesso sponsor dell'Intercontinentale. A tal fine i campioni d'Europa e del Sud America non si sarebbero più incontrati direttamente in finale, ma avrebbero dovuto affrontare preliminarmente in semifinale le due vincenti delle eliminatorie. La formula dell'eliminazione diretta garantiva inoltre snellezza, rapidità e interesse al torneo.
La prima edizione, che vide l'affermazione del San Paolo sul Liverpool, comportò dunque il pensionamento del vecchio trofeo del 1960, sostituito da una nuova coppa, che tuttavia richiama chiaramente la precedente, seppur in versione più moderna (il pallone che viene sostenuto raffigura le varie aree geografiche del globo). Dal 2006 il nome originario della competizione è stato semplificato in Coppa del Mondo per club.
Dal 2007 la squadra vincitrice della manifestazione applica sulla propria divisa il FIFA Club World Cup Champions Badge, uno stemma che indossa fino alla successiva edizione. Questa novità è stata presentata ufficialmente il 7 febbraio 2008 a Zurigo nel quartier generale della FIFA dal suo segretario Jerome Valcke, in presenza dell'amministratore delegato del Milan Adriano Galliani, all'epoca detentore del trofeo.
L'edizione del 2009, che ha visto l'affermazione del Barcellona sull'Estudiantes, è stata la prima Coppa del Mondo per club disputata al di fuori del Giappone, mentre nell'edizione del 2010 si è assistito per la prima volta ad una finale diversa dalla tradizionale sfida fra i campioni europei e quelli sudamericani: a rompere il duopolio è stata la squadra congolese del TP Mazembe, grazie alla vittoria in semifinale sui brasiliani dell'Internacional di Porto Alegre. Gli africani hanno poi perso nella finalissima contro l'Inter per 3-0.

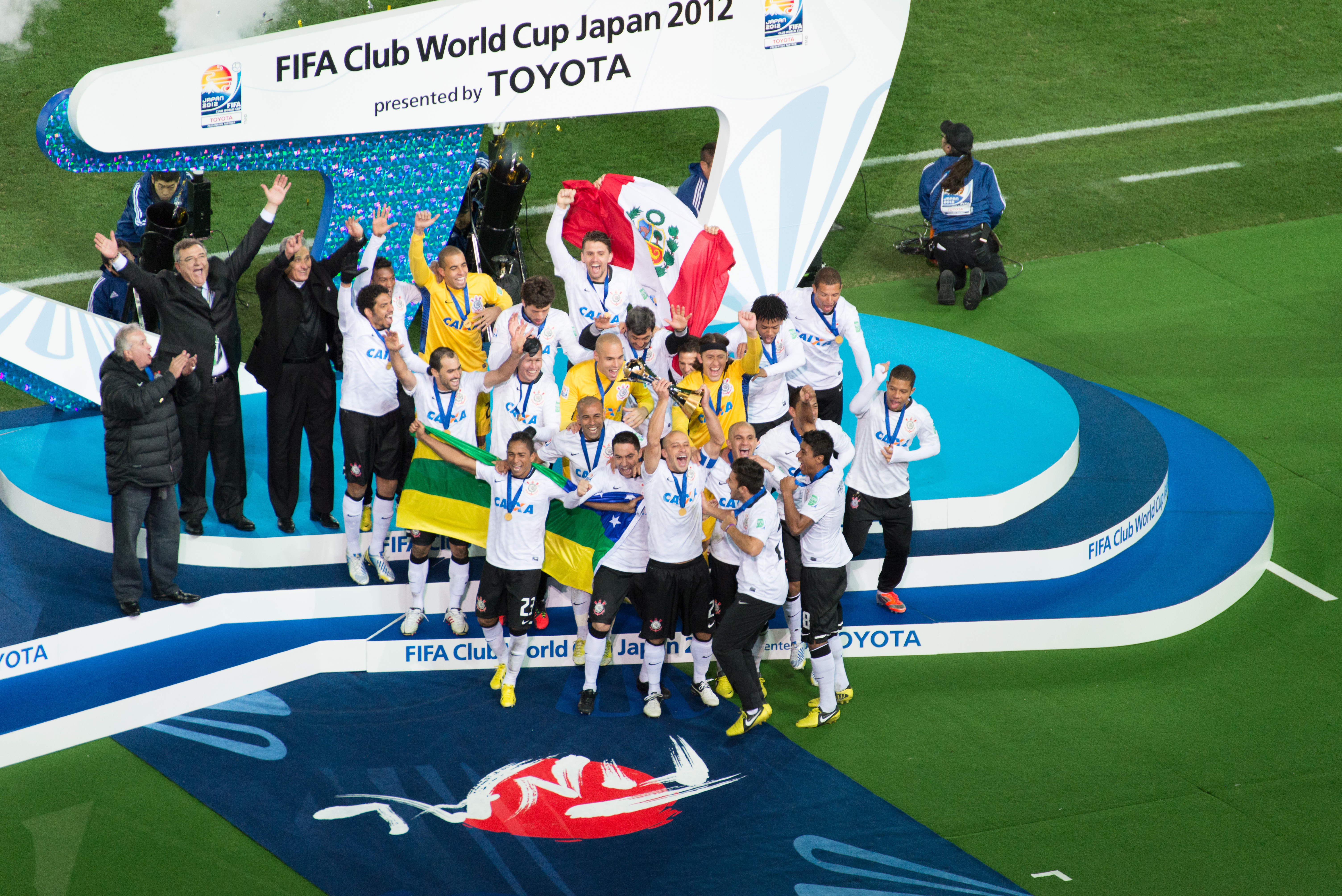
Il capitano del Corinthians Alessandro alza il trofeo dopo la vittoria del 2012: quella dei brasiliani è l'unica affermazione di un club sudamericano nelle ultime 13 edizioni.

Dopo le due edizioni disputate negli Emirati Arabi Uniti, nelle due edizioni del 2011 e del 2012 il trofeo è tornato nuovamente in Giappone, mentre le due edizioni successive sono state assegnate al Marocco.
Nell'edizione 2013, vinta dai tedeschi del Bayern Monaco, si è avuta la seconda finale fra una squadra europea ed un'africana, il Raja Casablanca. I marocchini, dopo il Corinthians nell’edizione del 2000, sono la prima squadra rappresentativa del paese ospitante ad aver raggiunto la finale. Il Mondiale per club 2014 vede la vittoria del Real Madrid, che il 20 dicembre conquista il trofeo battendo in finale per 2-0 il San Lorenzo.
L'organizzazione delle edizioni 2015 e 2016 è stata nuovamente assegnata al Giappone, mentre quella delle edizioni 2017 e 2018 agli Emirati Arabi Uniti. Nel 2015 a trionfare è il Barcellona, che batte gli argentini del River Plate e conquista il suo terzo Mondiale per club. Nel 2016, 2017 e 2018 si assiste al tris di successi consecutivi del Real Madrid, che supera rispettivamente i giapponesi del Kashima Antlers, i brasiliani del Gremio e gli emiratini dell’Al-Ain: per il club madrileno si tratta di un record, dal momento che nessuna squadra era mai riuscita in precedenza a conquistare tre edizioni di fila della prestigiosa manifestazione.
L'organizzazione delle edizioni 2019 e 2020 è stata assegnata al Qatar come prova generale per il campionato mondiale di calcio 2022. A prevalere nell'edizione del 2019 è stato il Liverpool, che ha superato per 1-0 ai tempi supplementari il Flamengo, ottenendo il suo primo titolo mondiale, mentre è stato il Bayern Monaco a trionfare nell'edizione del 2020, al secondo successo nella competizione, superando con lo stesso risultato il Tigres UANL. Il Chelsea conquista il suo primo titolo nell'edizione 2021, battendo ai tempi supplementari con il risultato di 2-1 il Palmeiras. Il Real Madrid torna a trionfare nell'edizione 2022, superando l'Al-Hilal con il punteggio di 5-3 e ottenendo il quinto titolo. Il Manchester City ottiene il primo titolo nell'edizione 2023, battendo il Fluminense per 4-0, l'ultima disputatasi prima dell'espansione della manifestazione a 32 squadre a partire dall'edizione 2025.

#### I primi piani di allargamento e l'espansione definitiva a 32 squadre

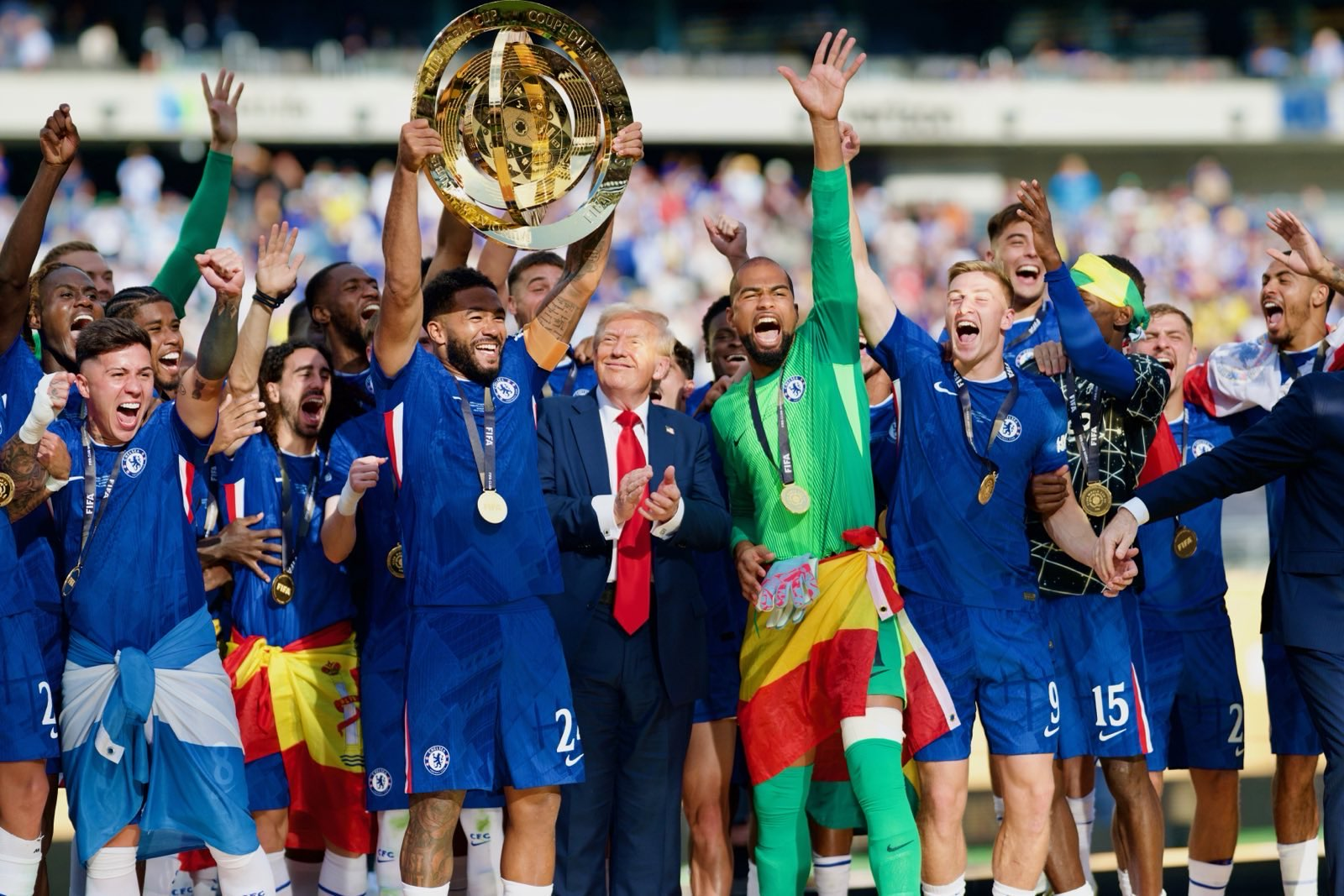
I giocatori del celebrano la vittoria del trofeo nell'edizione del 2025, la prima a 32 squadre.

Nel marzo 2019, confermando i propositi di revisione del torneo espressi da Gianni Infantino tra il 2016 e il 2018, la FIFA ha ufficializzato l'allargamento delle partecipanti a 24 squadre; la formula rinnovata avrebbe previsto otto gironi da tre squadre ciascuno, con le vincenti di ogni gruppo che si sarebbero qualificate per la fase ad eliminazione diretta. L'edizione pilota del nuovo torneo a cadenza quadriennale si sarebbe svolta in Cina, sostituendo di fatto la FIFA Confederations Cup nel calendario internazionale. Originariamente prevista tra giugno e luglio 2021, il 17 marzo 2020 l'edizione è stata rinviata dalla FIFA a data da destinarsi in un periodo compreso tra il 2021 e il 2023, facendo seguito allo spostamento del campionato europeo e della Coppa America a causa della pandemia di COVID-19. Il 4 dicembre successivo la FIFA ha comunicato la decisione di rinviare la prima edizione del torneo con il nuovo formato prevista per il 2021 e di organizzare nello stesso anno un'edizione con la formula in vigore fino al 2020 in Giappone, il quale successivamente ha rinunciato ad ospitare la manifestazione a causa della pandemia. Il 20 ottobre 2021 la FIFA ha assegnato l'organizzazione del torneo agli Emirati Arabi Uniti. Il 16 dicembre 2022 la FIFA ha comunicato ufficialmente l'allargamento delle partecipanti a 32 squadre, con la prima edizione del nuovo formato che si sarebbe disputata nel giugno 2025 per poi svolgersi a cadenza quadriennale. Nello stesso mese la FIFA ha assegnato l'edizione del 2022 al Marocco.
Il 14 febbraio 2023 l'Arabia Saudita viene scelta come Paese organizzatore dell'edizione 2023, che è stata anche l'ultima prima del cambio di formato previsto nel 2025, come confermato un mese dopo. Contestualmente la FIFA ha annunciato anche l'intenzione di creare un nuovo torneo a cadenza annuale che vedrà come partecipanti le vincitrici delle principali competizioni per club confederali, con la rappresentante dell'UEFA che accederà direttamente alla finale e le altre rappresentanti che si sfideranno in una serie di spareggi interconfederali. Il 23 giugno successivo l'edizione 2025 viene assegnata agli Stati Uniti. La prima edizione del torneo, nella formula rinnovata, è stata vinta dal Chelsea, che ha superato in finale per 3-0 il Paris Saint-Germain.

## Trofeo e premi

Il trofeo usato dal 2005 al 2023.

Il trofeo utilizzato durante la competizione inaugurale era chiamato FIFA Club World Championship Cup. Il lauro originale fu creato dalla Sawaya & Moroni, una compagnia di design italiana che produce progetti contemporanei con background culturali e concetti di design. La società di design ha sede a Milano. Il trofeo, interamente di colore argento, pesava 4 kg e aveva un'altezza di 37,5 cm. La sua base e i punti più larghi misuravano 10 cm. Il trofeo aveva una base composta da due piedistalli, sui quali si trovavano quattro pilastri rettangolari. Due dei quattro pilastri avevano delle iscrizioni; uno conteneva la frase "FIFA Club World Championship" incisa su di esso, mentre l'altro aveva la parola "FIFA" incisa. In cima, si trovava un pallone da calcio basato sul pallone della Coppa del Mondo FIFA 1998,  l'Adidas Tricolore. Fu presentato per la prima volta il 4 gennaio 2000 presso gli Sheraton Hotels and Resorts di Rio de Janeiro.
Il torneo, nel suo secondo formato, condivise il nome con il secondo trofeo, chiamato anch'esso FIFA Club World Cup, che fu svelato a Tokyo il 30 luglio 2005 durante il sorteggio dell'edizione di quell'anno della competizione. Il trofeo fu progettato nel 2005 a Birmingham, Regno Unito, presso la Thomas Fattorini Ltd, dalla designer inglese Jane Powell, insieme alla sua assistente Dawn Forbes, su incarico della FIFA. Il trofeo, di colore oro e argento, pesava 5,2 kg e aveva un'altezza di 50 cm. La sua base e i punti più larghi misuravano anch'essi esattamente 20 cm. Era realizzato con una combinazione di ottone, rame, argento sterling, metallo dorato, alluminio, cromo e rodio. Il trofeo stesso era placcato in oro.

Il trofeo in uso dal 2025.

Come parte dell'espansione del torneo a 32 squadre, è stato creato un nuovo trofeo in collaborazione con il gioielliere di lusso globale Tiffany & Co. e svelato alla Casa Bianca il 14 novembre 2024. Esso è uno scudo composto da cerchi concentrici di varia dimensione, placcato in oro a 24 carati e decorato con intricate iscrizioni incise al laser su entrambi i lati, tra cui una mappa del mondo e i nomi di tutte le 211 associazioni membri della FIFA e delle sei confederazioni, icone che catturano le tradizioni del calcio, tra cui simboli di stadi e attrezzature e incisioni in 13 lingue e braille; le iscrizioni comprendono altresì una doppia ripetizione del nome del presidente FIFA Gianni Infantino, fautore del nuovo formato. Sul trofeo vi è uno spazio vuoto per incidere al laser gli emblemi dei club vincitori per 24 edizioni del torneo. Introducendo un'apposita chiave in una serratura nel basamento, il trofeo si "sblocca" e può trasformarsi da scudo a struttura multiforme e orbitale; può altresì essere distaccato dal basamento stesso. Il design è stato ispirato dai Voyager Golden Records, gli LP placcati in oro imbarcati sulle due sonde del programma Voyager come messaggio verso forme di vita extraterrestri.
La squadra vincitrice, dal 2007, ha anche il diritto di esporre sulla propria maglia il FIFA Club World Cup Champions Badge, fino allo svolgimento dell'edizione successiva. Ai membri delle squadre piazzatesi ai primi tre posti vengono assegnate delle medaglie, rispettivamente d'oro, d'argento e di bronzo. Inoltre a tutte le squadre partecipanti viene donata una targa ricordo. La FIFA, così come in altre sue manifestazioni, al termine della Coppa del mondo per club assegna a una delle squadre uno speciale premio per il fair-play, sulla base di punteggi assegnati da un apposito gruppo di studio della confederazione mondiale.
Lo stesso gruppo di studio ha il compito di individuare un gruppo di giocatori fra i quali individuare il migliore del torneo. Le prime tre posizioni sono poi assegnate tramite una votazione svolta fra i rappresentanti dei media.

## Albo d'oro
| Anno | Paese ospitante     | Finale          | Finale                | Finale              | 3º-4º posto/Semifinaliste | 3º-4º posto/Semifinaliste | 3º-4º posto/Semifinaliste | Squadre |
| Anno | Paese ospitante     | Vincitore       | Risultato             | Finalista           | Terzo posto               | Risultato                 | Quarto posto              | Squadre |
| ---- | ------------------- | --------------- | --------------------- | ------------------- | ------------------------- | ------------------------- | ------------------------- | ------- |
| 2000 | Brasile             | Corinthians     | 0 - 0 (dts) (4-3 dtr) | Vasco da Gama       | Necaxa                    | 1 - 1 (dts) (4-3 dtr)     | Real Madrid               | 8       |
| 2001 | Spagna              | Annullata       | Annullata             | Annullata           | Annullata                 | Annullata                 | Annullata                 | 12      |
| 2005 | Giappone            | San Paolo       | 1 - 0                 | Liverpool           | Saprissa                  | 3 - 2                     | Al-Ittihad                | 6       |
| 2006 | Giappone            | Internacional   | 1 - 0                 | Barcellona          | Al-Ahly                   | 2 - 1                     | América                   | 6       |
| 2007 | Giappone            | Milan           | 4 - 2                 | Boca Juniors        | Urawa Reds                | 2 - 2 (dts) (4-2 dtr)     | Étoile du Sahel           | 7       |
| 2008 | Giappone            | Manchester Utd  | 1 - 0                 | LDU Quito           | Gamba Osaka               | 1 - 0                     | Pachuca                   | 7       |
| 2009 | Emirati Arabi Uniti | Barcellona      | 2 - 1 (dts)           | Estudiantes (LP)    | Pohang Steelers           | 1 - 1 (dts) (4-3 dtr)     | Atlante                   | 7       |
| 2010 | Emirati Arabi Uniti | Inter           | 3 - 0                 | TP Mazembe          | Internacional             | 4 - 2                     | Seongnam                  | 7       |
| 2011 | Giappone            | Barcellona      | 4 - 0                 | Santos              | Al-Sadd                   | 0 - 0 (dts) (5-3 dtr)     | Kashiwa Reysol            | 7       |
| 2012 | Giappone            | Corinthians     | 1 - 0                 | Chelsea             | Monterrey                 | 2 - 0                     | Al-Ahly                   | 7       |
| 2013 | Marocco             | Bayern Monaco   | 2 - 0                 | Raja Casablanca     | Atlético Mineiro          | 3 - 2                     | Guangzhou E.              | 7       |
| 2014 | Marocco             | Real Madrid     | 2 - 0                 | San Lorenzo         | Auckland City             | 1 - 1 (dts) (4-2 dtr)     | Cruz Azul                 | 7       |
| 2015 | Giappone            | Barcellona      | 3 - 0                 | River Plate         | Sanfrecce Hiroshima       | 2 - 1                     | Guangzhou E.              | 7       |
| 2016 | Giappone            | Real Madrid     | 4 - 2 (dts)           | Kashima Antlers     | Atlético Nacional         | 2 - 2 (dts) (4-3 dtr)     | América                   | 7       |
| 2017 | Emirati Arabi Uniti | Real Madrid     | 1 - 0                 | Grêmio              | Pachuca                   | 4 - 1                     | Al-Jazira                 | 7       |
| 2018 | Emirati Arabi Uniti | Real Madrid     | 4 - 1                 | Al-Ain              | River Plate               | 4 - 0                     | Kashima Antlers           | 7       |
| 2019 | Qatar               | Liverpool       | 1 - 0 (dts)           | Flamengo            | Monterrey                 | 2 - 2 (dts) (4-3 dtr)     | Al-Hilal                  | 7       |
| 2020 | Qatar               | Bayern Monaco   | 1 - 0                 | Tigres UANL         | Al-Ahly                   | 0 - 0 (dts) (3-2 dtr)     | Palmeiras                 | 7       |
| 2021 | Emirati Arabi Uniti | Chelsea         | 2 - 1 (dts)           | Palmeiras           | Al-Ahly                   | 4 - 0                     | Al-Hilal                  | 7       |
| 2022 | Marocco             | Real Madrid     | 5 - 3                 | Al-Hilal            | Flamengo                  | 4 - 2                     | Al-Ahly                   | 7       |
| 2023 | Arabia Saudita      | Manchester City | 4 - 0                 | Fluminense          | Al-Ahly                   | 4 - 2                     | Urawa Reds                | 7       |
| 2025 | Stati Uniti         | Chelsea         | 3 - 0                 | Paris Saint-Germain | Fluminense e Real Madrid  | Fluminense e Real Madrid  | Fluminense e Real Madrid  | 32      |

## Medagliere

### Per club

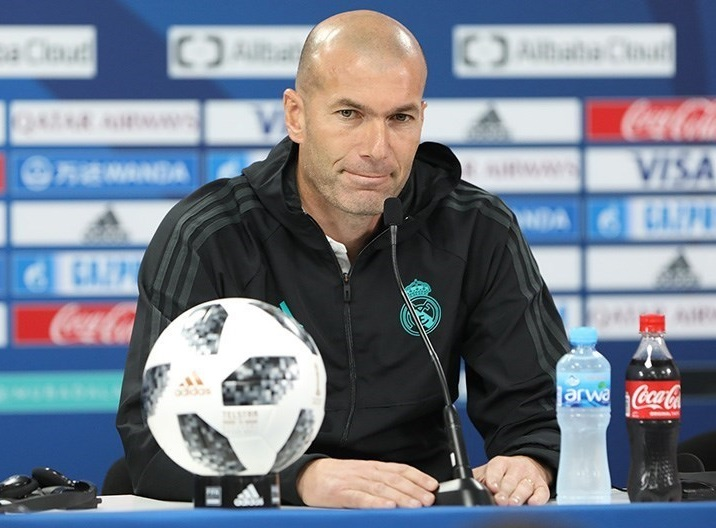
Zinedine Zidane, allenatore del Real Madrid, nell'edizione 2017: il club spagnolo è il più titolato nella storia della competizione con cinque successi.

| Club                | 1º posto | 2º posto | 3º posto | Totale |
| ------------------- | -------- | -------- | -------- | ------ |
| Real Madrid         | 5        | 0        | 0        | 5      |
| Barcellona          | 3        | 1        | 0        | 4      |
| Corinthians         | 2        | 0        | 0        | 2      |
| Bayern Monaco       | 2        | 0        | 0        | 2      |
| Chelsea             | 2        | 1        | 0        | 3      |
| Liverpool           | 1        | 1        | 0        | 2      |
| Internacional       | 1        | 0        | 1        | 2      |
| San Paolo           | 1        | 0        | 0        | 1      |
| Milan               | 1        | 0        | 0        | 1      |
| Manchester Utd      | 1        | 0        | 0        | 1      |
| Inter               | 1        | 0        | 0        | 1      |
| Manchester City     | 1        | 0        | 0        | 1      |
| River Plate         | 0        | 1        | 1        | 2      |
| Flamengo            | 0        | 1        | 1        | 2      |
| Vasco da Gama       | 0        | 1        | 0        | 1      |
| Boca Juniors        | 0        | 1        | 0        | 1      |
| LDU Quito           | 0        | 1        | 0        | 1      |
| Estudiantes (LP)    | 0        | 1        | 0        | 1      |
| TP Mazembe          | 0        | 1        | 0        | 1      |
| Santos              | 0        | 1        | 0        | 1      |
| Raja Casablanca     | 0        | 1        | 0        | 1      |
| San Lorenzo         | 0        | 1        | 0        | 1      |
| Kashima Antlers     | 0        | 1        | 0        | 1      |
| Grêmio              | 0        | 1        | 0        | 1      |
| Al-Ain              | 0        | 1        | 0        | 1      |
| Tigres UANL         | 0        | 1        | 0        | 1      |
| Palmeiras           | 0        | 1        | 0        | 1      |
| Al-Hilal            | 0        | 1        | 0        | 1      |
| Fluminense          | 0        | 1        | 0        | 1      |
| Paris Saint-Germain | 0        | 1        | 0        | 1      |
| Al-Ahly             | 0        | 0        | 4        | 4      |
| Monterrey           | 0        | 0        | 2        | 2      |
| Necaxa              | 0        | 0        | 1        | 1      |
| Saprissa            | 0        | 0        | 1        | 1      |
| Urawa Reds          | 0        | 0        | 1        | 1      |
| Gamba Osaka         | 0        | 0        | 1        | 1      |
| Pohang Steelers     | 0        | 0        | 1        | 1      |
| Al-Sadd             | 0        | 0        | 1        | 1      |
| Atlético Mineiro    | 0        | 0        | 1        | 1      |
| Auckland City       | 0        | 0        | 1        | 1      |
| Sanfrecce Hiroshima | 0        | 0        | 1        | 1      |
| Atlético Nacional   | 0        | 0        | 1        | 1      |
| Pachuca             | 0        | 0        | 1        | 1      |

### Per Federazione
| Federazione         | 1º posto | 2º posto | 3º posto | Totale |
| ------------------- | -------- | -------- | -------- | ------ |
| Spagna              | 8        | 1        | 0        | 9      |
| Inghilterra         | 5        | 2        | 0        | 7      |
| Brasile             | 4        | 6        | 3        | 13     |
| Italia              | 2        | 0        | 0        | 2      |
| Germania            | 2        | 0        | 0        | 2      |
| Argentina           | 0        | 4        | 1        | 5      |
| Messico             | 0        | 1        | 4        | 5      |
| Giappone            | 0        | 1        | 3        | 4      |
| Ecuador             | 0        | 1        | 0        | 1      |
| RD del Congo        | 0        | 1        | 0        | 1      |
| Marocco             | 0        | 1        | 0        | 1      |
| Emirati Arabi Uniti | 0        | 1        | 0        | 1      |
| Arabia Saudita      | 0        | 1        | 0        | 1      |
| Francia             | 0        | 1        | 0        | 1      |
| Egitto              | 0        | 0        | 4        | 4      |
| Costa Rica          | 0        | 0        | 1        | 1      |
| Corea del Sud       | 0        | 0        | 1        | 1      |
| Qatar               | 0        | 0        | 1        | 1      |
| Nuova Zelanda       | 0        | 0        | 1        | 1      |
| Colombia            | 0        | 0        | 1        | 1      |

### Per Confederazione
| Confederazione | 1º posto | 2º posto | 3º posto | Totale |
| -------------- | -------- | -------- | -------- | ------ |
| UEFA           | 17       | 4        | 0        | 21     |
| CONMEBOL       | 4        | 11       | 5        | 20     |
| AFC            | 0        | 3        | 5        | 8      |
| CAF            | 0        | 2        | 4        | 6      |
| CONCACAF       | 0        | 1        | 5        | 6      |
| OFC            | 0        | 0        | 1        | 1      |

## Riconoscimenti accessori

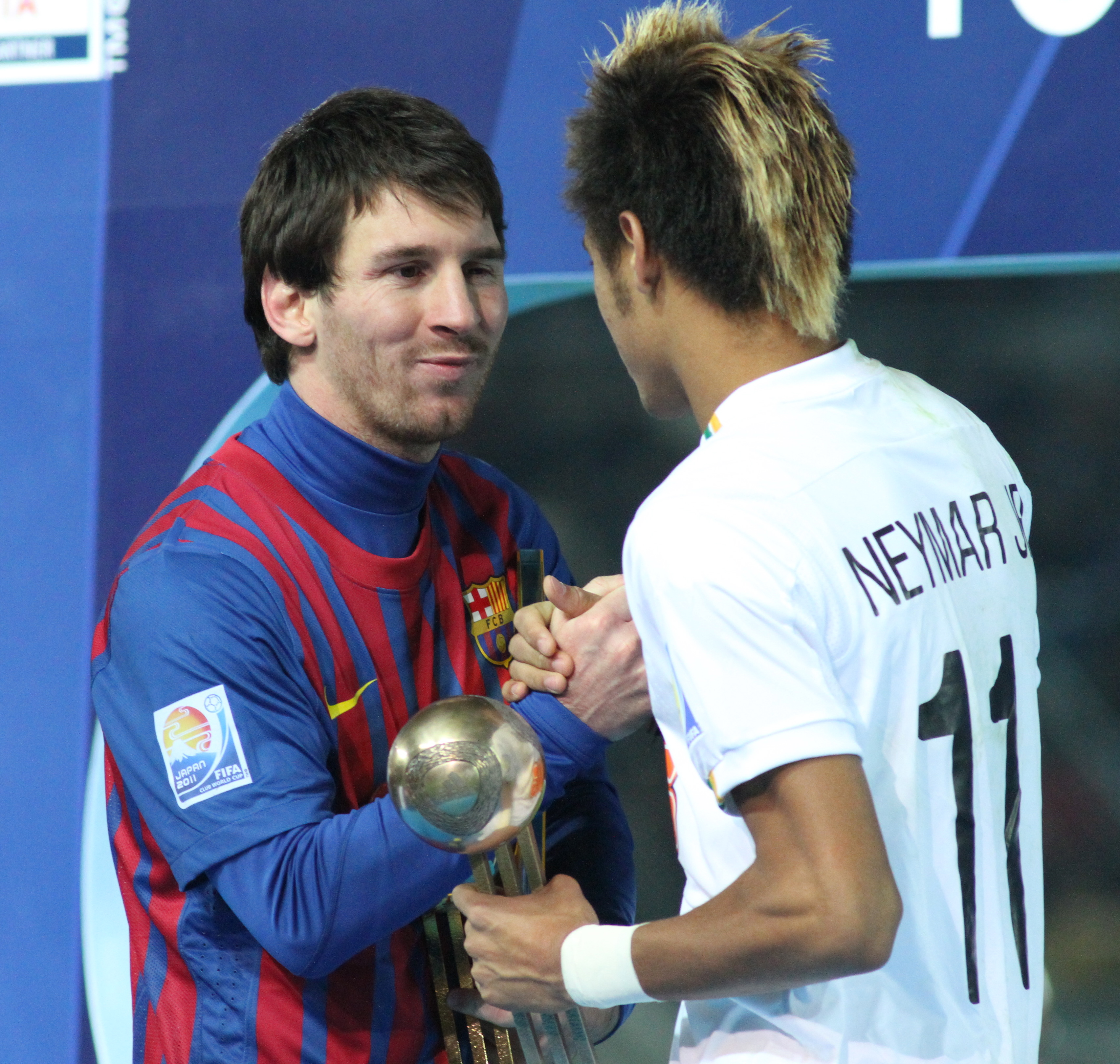
Lionel Messi, vincitore del Pallone d'oro, con Neymar, vincitore del Pallone di bronzo, nell'edizione del 2011.

| Anno | Pallone d'oro      | Pallone d'argento    | Pallone di bronzo      | Premio Fair Play |
| ---- | ------------------ | -------------------- | ---------------------- | ---------------- |
| 2000 | Edílson            | Edmundo              | Romário                | Al-Nassr         |
| 2005 | Rogério Ceni       | Steven Gerrard       | Cristian Bolaños       | Liverpool        |
| 2006 | Deco               | Iarley               | Ronaldinho             | Barcellona       |
| 2007 | Kaká               | Clarence Seedorf     | Rodrigo Palacio        | Urawa Reds       |
| 2008 | Wayne Rooney       | Cristiano Ronaldo    | Damián Manso           | Adelaide Utd     |
| 2009 | Lionel Messi       | Juan Sebastián Verón | Xavi                   | Atlante          |
| 2010 | Samuel Eto'o       | Dioko Kaluyituka     | Andrés D'Alessandro    | Inter            |
| 2011 | Lionel Messi       | Xavi                 | Neymar                 | Barcellona       |
| 2012 | Cássio             | David Luiz           | Paolo Guerrero         | Monterrey        |
| 2013 | Franck Ribéry      | Philipp Lahm         | Mouhcine Iajour        | Bayern Monaco    |
| 2014 | Sergio Ramos       | Cristiano Ronaldo    | Ivan Vicelich          | Real Madrid      |
| 2015 | Luis Suárez        | Lionel Messi         | Andrés Iniesta         | Barcellona       |
| 2016 | Cristiano Ronaldo  | Luka Modrić          | Gaku Shibasaki         | Kashima Antlers  |
| 2017 | Luka Modrić        | Cristiano Ronaldo    | Jonathan Urretaviscaya | Real Madrid      |
| 2018 | Gareth Bale        | Caio                 | Rafael Santos Borré    | Real Madrid      |
| 2019 | Mohamed Salah      | Bruno Henrique       | Carlos Eduardo         | Espérance        |
| 2020 | Robert Lewandowski | André-Pierre Gignac  | Joshua Kimmich         | Al-Duhail        |
| 2021 | Thiago Silva       | Dudu                 | Danilo                 | Chelsea          |
| 2022 | Vinícius Júnior    | Federico Valverde    | Luciano Vietto         | Real Madrid      |
| 2023 | Rodri              | Kyle Walker          | Jhon Arias             | Al-Ittihad       |
| 2025 | Cole Palmer        | Vitinha              | Moisés Caicedo         | Bayern Monaco    |

## Accoglienza

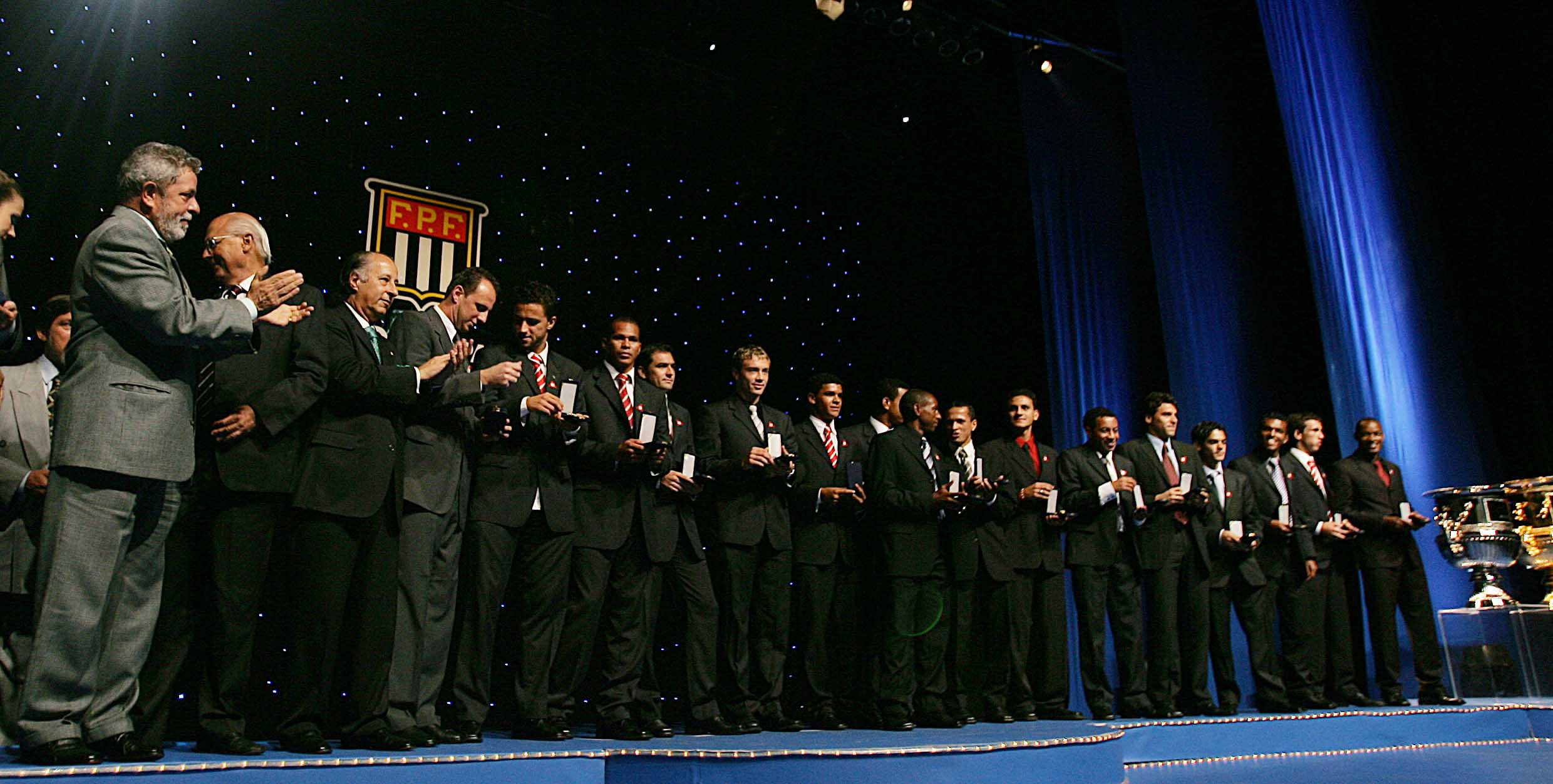
Il viene ricevuto dalla Federazione calcistica paulista e dal Presidente brasiliano Lula dopo la vittoria nell'edizione 2005.

La competizione, da quando fu istituita nel 2000, ha ricevuto trattamenti mediatici differenti.
In Europa, soprattutto nel Regno Unito e tra i mezzi di comunicazione di massa britannici, il torneo è scarsamente considerato a causa del suo livello tecnico, considerato inferiore alla precedente Coppa Intercontinentale; ciò è dovuto alla superiorità evidente, rispetto al passato, dei club europei su quelli sudamericani, favorita dalla forza economica e dalla sempre maggiore permeabilità delle frontiere.
In Sudamerica e nel resto del mondo, al contrario, i mass-media lo ritengono il punto più alto nella carriera di un calciatore, allenatore o squadra di club.
L'edizione allargata del 2025 ha generato notevoli critiche e controversie. Le principali preoccupazioni hanno riguardato il riempimento eccessivo del calendario internazionale, l'aumento del carico di partite, aumentando il rischio di infortuni ai calciatori e riducendo il tempo di recupero e riposo, la partecipazione di squadre meno blasonate, paragonando le fasi iniziali alle amichevoli estive, e l'affluenza di pubblico negli stadi.